# Anacani
"Anacani" María Consuelo Castillo-López y Cantor-Montoya (nacida el 10 de abril de 1954). Anacani es una cantante estadounidense de origen mexicano, quien se dio a conocer en el programa televisivo The Lawrence Welk Show.
Nacida en Sinaloa, México es la sexta de siete hijos de la pareja de un mexicano y una francesa, cuya familia se trasladó a los Estados Unidos de América durante su infancia. Cuando estudiaba secundaria, durante un viaje familiar a su país natal, su talento fue descubierto por un productor televisivo, quien la hizo aparecer en el programa Las estrellas y usted, seguido por diversas apariciones en canales de televisión latinoamericanos y giras en concierto.  Ha grabado tres álbumes.
Después de terminar la preparatoria, su familia se mudó a Escondido (California), donde fue redescubierta por Lawrence Welk. Así que en 1973 empezó a aparecer en el Lawrence Welk Show.
Algunas de sus canciones más conocidas fueron Vaya Con Dios, Luna, It's Impossible (Somos Novios), La Paloma y Perfidia.
Actualmente, Anacani sigue viviendo en Escondido (California) con su esposo Rudy Echeverría y su hija Priscilla. Además de cantante, se ha convertido en diseñadora de ropa. Continúa cantando en giras a lo largo de los Estados Unidos de América.